# Einschienenbahn Monterrey
Die Einschienenbahn Monterrey, auch Monorail Monterrey oder spanisch Monorriel Monterrey genannt, ist ein seit 11. Februar 2023 im Bau befindliches öffentliches Personennahverkehrssystem in der mexikanischen Stadt Monterrey und ergänzt die drei bestehenden Linien des U-Bahn-Systems Metrorrey. Die Hochbahn wird nach der vollständigen Eröffnung aller Bauabschnitte beider zwei Linien vor allem den nordöstlichen und den südwestlichen Stadtraum mit gut 34 Kilometern liniengebundenem Stadtschnellverkehr erschließen.

## Planung und Bau
Im April 2014 kündigte der Präsident von Mexiko, Enrique Peña Nieto, in einer Rede an, dem Bundesstaat Nuevo León Mittel für den Bau der Linien 3 und 4 der Metrorrey bereitzustellen.
Ende 2021 kündigte der Gouverneur von Nuevo León, Samuel García, den Bau der Linien 4 und 5 der Metrorrey an. Der erste vorgelegte Plan sah vor, dass die Linie 4 vom Zentrum der Gemeinde Santa Catarina ins Zentrum von Monterrey führen und eine ursprüngliche Länge von 13,6 Kilometern haben sollte. In der Veröffentlichung der Ausschreibung wurde sie jedoch auf 7,5 Kilometer gekürzt auf die Strecke vom Viertel San Jerónimo an den Grenzen von Monterrey und San Pedro Garza García, da der Masterplan aktualisiert wurde und nunmehr geplant wird, die S-Bahn von Monterrey zum Zentrum der Gemeinde Santa Catarina zu führen.
Im August 2022 gab der Minister für Mobilität und Stadtplanung von Nuevo León, Hernán Villarreal, in einer Pressekonferenz bekannt, dass ein Hochbahnsystem für die Linien 4, 5 und 6 des Metrorrey-Systems in Betracht gezogen werde. Die Ausschreibung stand allen Arten von Massentransportmöglichkeiten offen und es gab 34 Unternehmen, die daran interessiert waren und einen formellen Vorschlag einzureichten. Man hoffte, dass der Bau der neuen Strecken am 30. September 2022 beginnen könnte.
Am 23. September 2022 wurde die Ausschreibung für den Bau der Metrolinien 4, 5 und 6 an das Konsortium bestehend aus dem portugiesischen Unternehmen Mota-Engil de México und dem chinesischen Unternehmen CRRC Hong Kong vergeben. Auf einer Pressekonferenz wurde berichtet, dass das chinesische Unternehmen der Lieferant des Rollmaterials sein wird, während das portugiesische Unternehmen für den Bau der Strecke verantwortlich sein wird. Das Konsortium unterzeichnete den Vertrag am 26. September 2023 in den Büros der Rechtsdirektion des Ministeriums für Mobilität und Stadtplanung.
Am 21. November 2023 wurde die erste Garnitur der sechsteiligen Züge bei CRRC in Nanjing Puzhen enthüllt.
Am 4. März 2025 verkündete der Gouverneur des Bundesstaates, Samuel García, dass Bauarbeiten und Planungen im Hinblick auf die Fußball-Weltmeisterschaft 2026 sowie den Bau des Tren Interurbano von Saltillo über Monterrey nach Nuevo Laredo angepasst worden sind. So soll bis Juni 2026 der als Meta FIFA 2026 bezeichnete 12,2 Kilometer lange Abschnitt  der Linie 6 von der Haltestelle Torre Administrativa bis Paseo La Fe mit insgesamt 10 Haltestellen fertiggestellt sein. Die Verlängerung dieser Linie bis zum Flughafen sowie die Linie 4 sollen demnach im Juni 2027 eröffnet werden. Im Juni 2025 wurde bekannt, dass auf der „WM-Strecke“ lediglich die fünf Stationen Torre Administrativa, Y Griega, Churubusco, Ruíz Cortínes und Paseo La Fe rechtzeitig fertig werden. Allerdings sind am Betriebswerk und Zugdepot Citadel bisher lediglich Erdarbeiten durchgeführt worden.

## Strecken

### Linie 6
Die erste Einschienenbahnlinie, die Linie 6, führt von der am Innenstadtrand gelegenen U-Bahn-Station Y Griega über 9,0 Kilometer Strecke mit neun Stationen in den Nordosten der Stadt nach Citadel. Die Strecke verläuft durchgängig zweigleisig und in 12 bis 14 Metern Höhe aufgeständert, sie wird im Wesentlichen entlang von Hauptverkehrsstraßen gebaut.
Baubeginn für den ersten Abschnitt dieser Linie war am 11. Februar 2023 im Bereich der Endstation Citadel, wo zudem das Betriebswerk und das Zugdepot entstehen. Die Eröffnung war für Mai 2024 geplant. Allerdings stand im Juni 2024 von diesem ersten Streckenabschnitt nicht einmal ein Viertel des Fahrweges im Rohbau.
Durch die Verzögerungen ist die als erste Verlängerung der Linie für 2024 bis 2026 geplante Verknüpfung in der Innenstadt mit der Endstation der Linie 4 Hospital de Ginecología von der Endstation Y Griega über zwei Stationen bereits parallel zu den anderen Bauarbeiten im Gange.
Um rechtzeitig zur Fußball-Weltmeisterschaft ein attraktives Angebot auf dieser Linie anzubieten, wurde im März 2025 verkündet, dass die Bauarbeiten durch Doppelschichten und vermehrten Maschineneinsatz intensiviert und auf den als Meta FIFA 2026 benannten Abschnitt zwischen Torre Administrativa und Paseo La Fe konzentriert werden. Damit soll ab Juni 2026 der Verkehr mit vier Zügen auf dann 12,2 Kilometern Strecke mit zehn Stationen aufgenommen werden können.
Die Arbeiten für die Verlängerung der Linie 6 im Nordosten um 8,5 Kilometer Streckenlänge mit vier weitere Stationen bis Apodaca sowie zusätzliche 8,1 Kilometer bis zum Flughafen Monterrey, die im Sommer 2024 begannen, sollen bis Juni 2027 abgeschlossen sein.

### Linie 4
Die zweite Linie, die Linie 4, verbindet die Innenstadtstation Hospital de Ginecología mit der im Südwesten gelegenen Station Pablo G. Garza. Sie ist mit 7,6 Kilometern Streckenlänge etwas kürzer, sie hatte ursprünglich ebenfalls neun Stationen. Auch diese Strecke verläuft durchgängig zweigleisig und aufgeständert entlang von Hauptverkehrsstraßen.
Baustart für diese Linie war am 8. April 2023, die Einweihung war ursprünglich für den 30. November 2024 geplant. Wie auch auf der Linie 6 gibt es hier massive Bauverzögerungen, im April 2024 standen auf dieser Strecke nicht einmal ein Zehntel der Fahrwegstützen, im August waren dann etwa ein Fünftel der Strecke fertig gestellt. Im März 2025 wurde bekannt gegeben, dass drei Stationen im Streckenverlauf vorerst nicht gebaut werden. Zu diesem Zeitpunkt waren knapp ein Viertel der Bauarbeiten abgeschlossen, die Eröffnung ist nunmehr auf Juni 2027 terminiert.

### Verworfene Planungen

#### Linie 4
Für die Linie 4 gab es Überlegungen zur Verlängerung der Strecke in den Westen über weitere 7,7 Kilometer bis zu einer neuen Endstation Santa Catarina. Diese Planungen wurden aufgegeben, nachdem der Bau des Tren Interurbano von Saltillo über Monterrey nach Nuevo Laredo beschlossen wurde. Diese S-Bahn-ähnliche Linie soll ab Juli 2025 gebaut werden und zwischen Santa Catarina und der nunmehr dauerhaften Endstation der Linie 4, Pablo G. Garza, die Verlängerung der Einschienenbahn ersetzen.

#### Linie 5
Als dritte Linie wurde erwogen, von 2025 bis 2027 eine Linie 5 von Hospital de Ginecología in den Südosten der Stadt nach La Estanzuela über 11,5 Kilometer Strecke mit 13 Stationen ebenfalls als Einschienenbahn zu bauen. Die Entscheidung hierüber sollte im November 2024 fallen. Nach zahlreichen Anhörungen von Behörden, Bevölkerung und anderen Betroffenen wurde am 30. November vom für Nuevo León zuständigen Planungschef Ernando Rodriguez verkündet, dass diese Planungen aufgegeben werden und stattdessen eine Linie aus 25 Elektrobussen ab der Station Santa Lucía der Metrolinie 3 nach La Estanzuela geführt werden soll. Diese soll eventuell später zur sog. Pre-Metro mit einem aufgeständerten Fahrweg als ART des chinesischen Herstellers CRRC, Ltd. erweitert werden.

## Technik

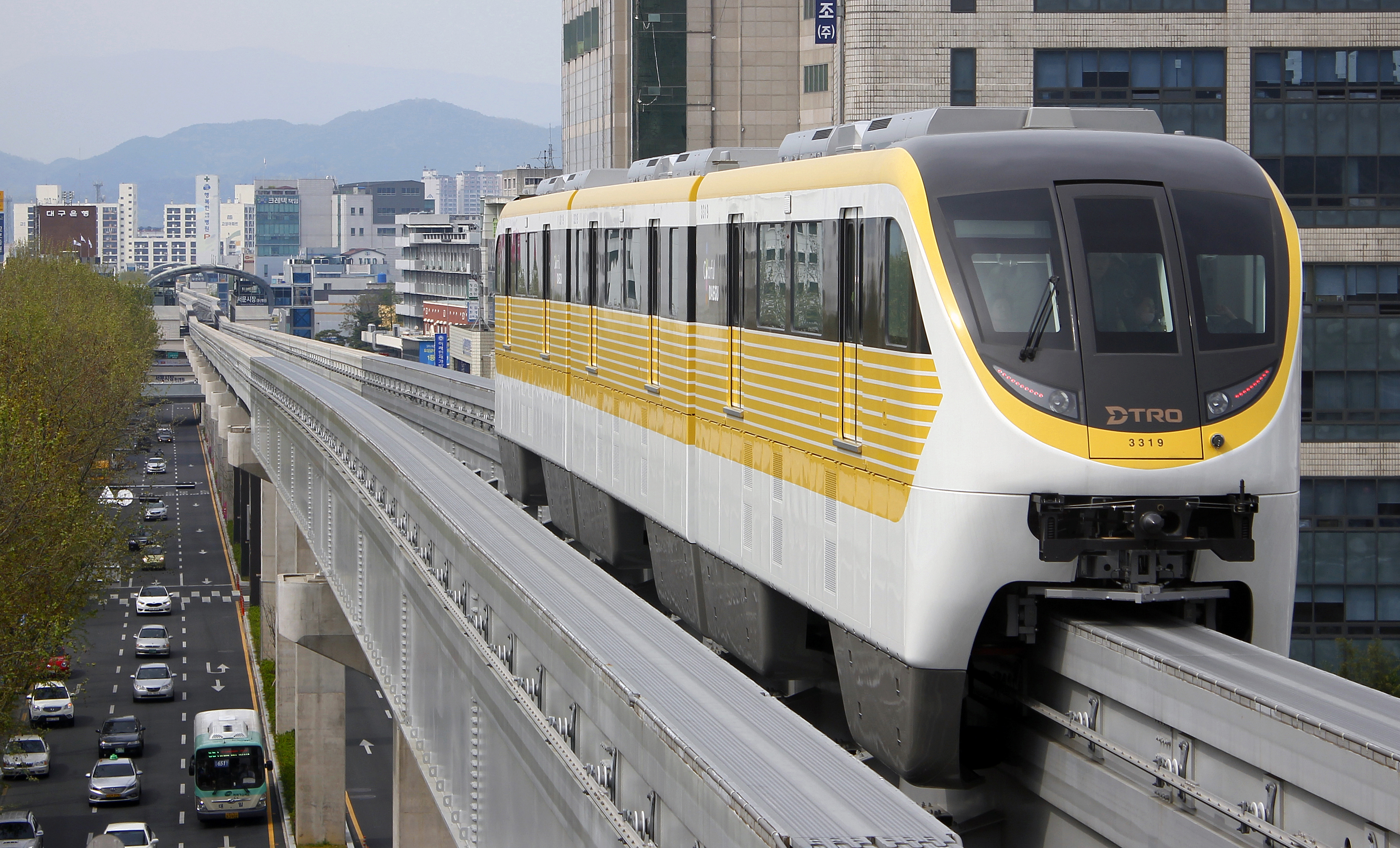
Die Monorail Monterrey verwendet ähnliches Rollmaterial wie die Metro-Linie 3 in Daegu, Süd-Korea, jedoch als Sechs-Wagen-Züge

Die beiden Strecken der Einschienenbahn Monterrey sind Sattelbahnen der Bauart ALWEG. Auf einem 800 Millimeter breiten Fahrbalken sitzen die über Tragräder auf und Führungsräder seitlich des Balkens bewegten sowie mit seitlicher Stromzuführung versorgten Züge. Die einzelnen Züge bestehen aus sechs Wagen, sind 76 Meter lang und bieten jeweils 720 Passagieren Platz. Die Flotte aus 13 Zügen soll so eine Kapazität von 12.000 Passagieren pro Stunde und Richtung auf jeder der beiden Strecken gewährleisten. Der Betrieb wird vollautomatisch sein, damit besteht die Möglichkeit sehr kurzer Taktzeiten.